# Aristides Pereira
Aristides Maria Pereira, född 17 november 1923 i Boa Vista, Kap Verde, död 22 september 2011 i Coimbra, Portugal, var en kapverdiansk politiker. Han var Kap Verdes president mellan 1975 och 1991.

## Biografi
Pereira grundade 1956, tillsammans med Amilcar Cabral, det illegala självständighetspartiet för Guinea och Kap Verde, PAIGC, och var en av ledarna i kampen mot portugiserna.
Gerillakrigaren Pereira tillträdde 1975 som Kap Verdes första president då landet fick sin självständighet från Portugal. Pereira införde enpartisystem och styrde landet enväldigt fram till 1991 då han tvingades utlysa val efter internationella påtryckningar. I valet samma år förlorade han mot António Mascarenhas Monteiro. Valet som Pereira förlorade var det första demokratiska presidentvalet i Kap Verdes Historia.